# عامر عامر
عامر عامر (14 فبراير 1987 - ) هو لاعب كرة قدم مصري في مركز حراسة المرمى.

## روابط خارجية
- عامر عامر على موقع Soccerway.com (الإنجليزية)